# Pseudacteon lonicauda
Pseudacteon lonicauda är en tvåvingeart som beskrevs av Borgmeier och Prado 1975. Pseudacteon lonicauda ingår i släktet Pseudacteon och familjen puckelflugor.
Artens utbredningsområde är Honduras. Inga underarter finns listade i Catalogue of Life.